# Ourisia alpina
Ourisia alpina är en grobladsväxtart som beskrevs av Eduard Friedrich Poeppig och Endl.. Ourisia alpina ingår i släktet Ourisia och familjen grobladsväxter. Inga underarter finns listade i Catalogue of Life.